# Volksberg
Volksberg é uma comuna francesa na região administrativa de Grande Leste, no departamento Baixo Reno. Estende-se por uma área de 9,44 km². Em 2010 a comuna tinha 356 habitantes (densidade: 37,7 hab./km²).